# Troglodyte philomèle
Microcerculus philomela
Espèce
Statut de conservation UICN

 LC  : Préoccupation mineure
Le Troglodyte philomèle (Microcerculus philomela) est une espèce d'oiseau de la famille des Troglodytidae.
Son aire s'étend de l'État de Chiapas à travers l'est de l'Amérique centrale.